# Macaranga grayana
Macaranga grayana är en törelväxtart som beskrevs av Johannes Müller Argoviensis. Macaranga grayana ingår i släktet Macaranga och familjen törelväxter.
Artens utbredningsområde är Samoa. Inga underarter finns listade i Catalogue of Life.